# Dasineura smilacifolia
Dasineura smilacifolia är en tvåvingeart som först beskrevs av Ephraim Porter Felt 1911.  Dasineura smilacifolia ingår i släktet Dasineura och familjen gallmyggor. Inga underarter finns listade i Catalogue of Life.